# Expedición 52
La Expedición 52 es la 52.ª expedición a la Estación Espacial Internacional. Comenzó oficialmente el 2 de junio de 2017, 10:47 UTC, con el desacoplamiento de Soyuz MS-03. La transferencia de comando de la Expedición 51 se realizó el 1 de junio de 2017.
Debido a la decisión de reducir el número de cosmonautas rusos participantes en 2017, solo dos miembros de la tripulación fueron lanzados en Soyuz MS-04, lo que llevó a la tripulación total de la ISS a cinco personas. Sin embargo, más tarde se decidió que Peggy Whitson permanecería a bordo por más tiempo, trasladándose de la Expedición 51 para mantener una tripulación completa de seis astronautas durante el verano, después de la llegada de tres nuevos miembros a Soyuz MS-05. La expedición 51 finalizó oficialmente el 3 de septiembre de 2017 a las 11:47 UTC, con el desacoplamiento de Soyuz MS-04.
- Datos: Q20874722
- Multimedia: ISS Expedition 52 / Q20874722